# (612095) 1999 OJ4
(612095) 1999 OJ4 est un objet transneptunien de magnitude absolue 7,1. Son diamètre est estimé à 75 km.
Un satellite, de nom provisoire S/2005 (1999 OJ4) 1 a été révélé en 2005 avec l'aide de Hubble, il orbite à 3 267 km en 84 jours, son diamètre serait d'environ 72 km. L'objet pourrait être qualifié d'astéroïde double.  
Vu depuis la surface de 1999 OJ4, le satellite aurait un diamètre apparent de 8,11°